# Чашма (Шахрітус)
Чашма Шахрітус (тадж. Клуби футболи «Чашма» Шаҳртуз) — таджицький футбольний клуб з міста Шахрітус.

## Історія
Клуб був заснований у 1980 році, і в цьому році виграв чемпіонат і кубок Таджицької РСР. У 1992 році клуб уперше взяв участь у Кубку Таджикистану. У 1993 році клуб дебютував у вищій лізі Таджикистану, і в першому сезоні в найвищій лізі зайняв 14-те місце. У наступному сезоні клуб зайняв останнє, 16-те місце, та вибув до першої ліги. Пізніше клуб був розформований.

## Стадіон
Клуб грає домашні матчі на центральному стадіоні міста Шахрітус, який вміщує 1 тисячу глядачів.